# Rolampont
Rolampont ist eine französische Gemeinde im Département Haute-Marne der Region Grand Est. In der Gemeinde leben 1.364 Einwohner (Stand 1. Januar 2022) auf 49,1 km². Die Gemeinde gehört zum Arrondissement Langres und zum Kanton Nogent.

## Geografie und Verkehr
Rolampont befindet sich am nördlichen Rand des Plateaus von Langres an der Marne, etwa 10,5 Kilometer nordnordwestlich von Langres und etwa 21 Kilometer südsüdöstlich von Chaumont. Die Gemeinde hat einen Anschluss an die Autoroute A31 (Anschlussstelle 7 "Langres-Nord"). Zudem führt die ehemalige Nationalstraße N19 Paris-Belfort durch den Ort; seit 2006 ist der betreffende Streckenabschnitt zwischen Chaumont und Langres umgewidmet zu einer Departementsstraße mit der Nummer 619. Durch die Gemeinde führt ferner die Bahnstrecke Paris–Mulhouse, der Bahnhof ist allerdings stillgelegt.
Eine Schleuse des Canal entre Champagne et Bourgogne befindet sich im Ort. Zur Gemeinde gehören neben dem Kernort noch die Ortschaften Charmoilles, Lannes und Tronchoy.

## Bevölkerungsentwicklung
| Jahr      | 1962 | 1968 | 1975 | 1982 | 1990 | 1999 | 2009 | 2019 |
| Einwohner | 1183 | 1246 | 1712 | 1744 | 1517 | 1508 | 1610 | 1413 |

## Sehenswürdigkeiten
- Tuffberg von Rolampont (12,6 Hektar großes Naturschutzgebiet – site naturel classé)
- Kirche Saint-Pierre-ès-Liens (Monument historique)
- Kirche Saint-Rémy im Ortsteil Charmoilles
- Pont du Pré Gibert über die Marne

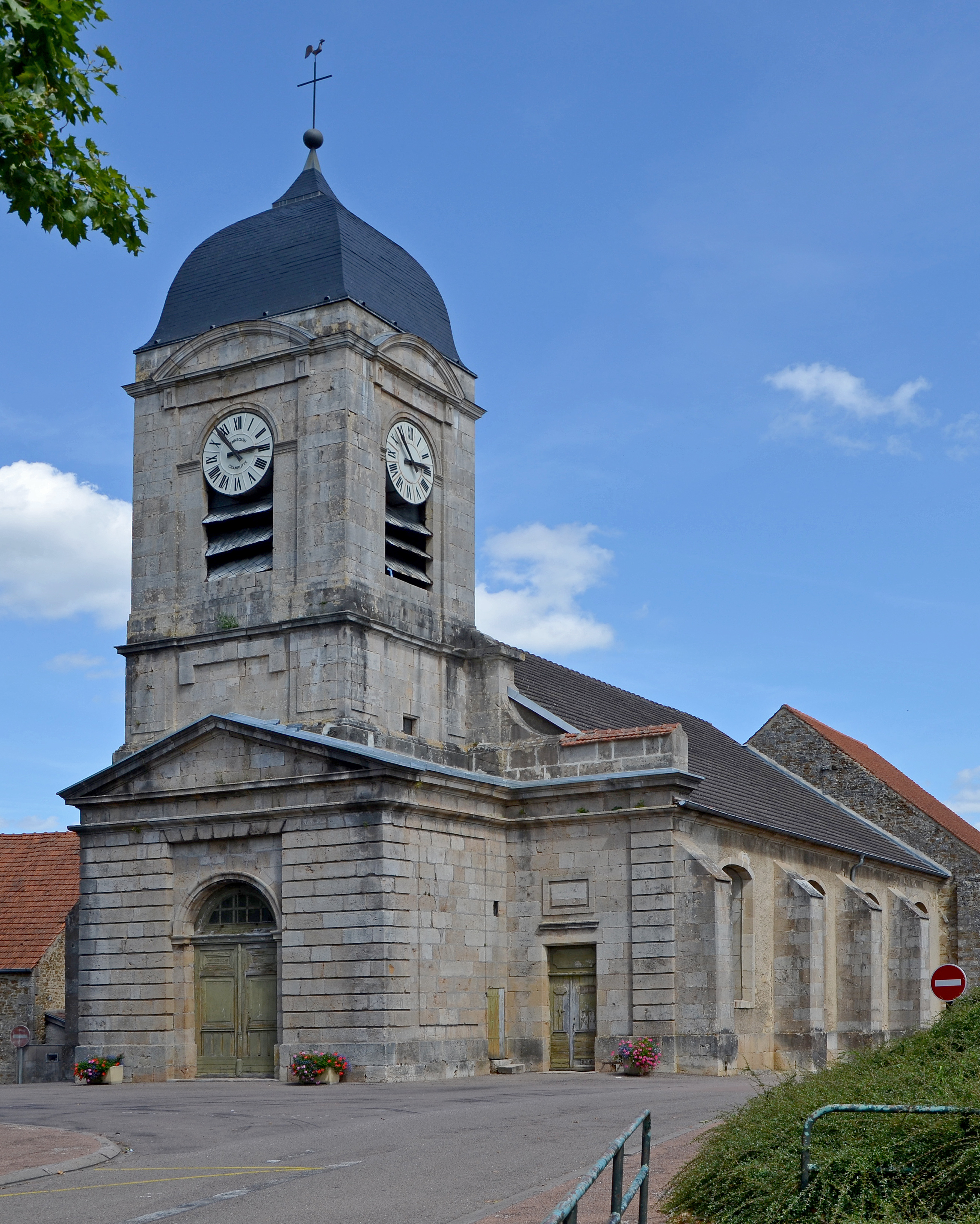
Kirche Saint-Pierre-ès-Liens
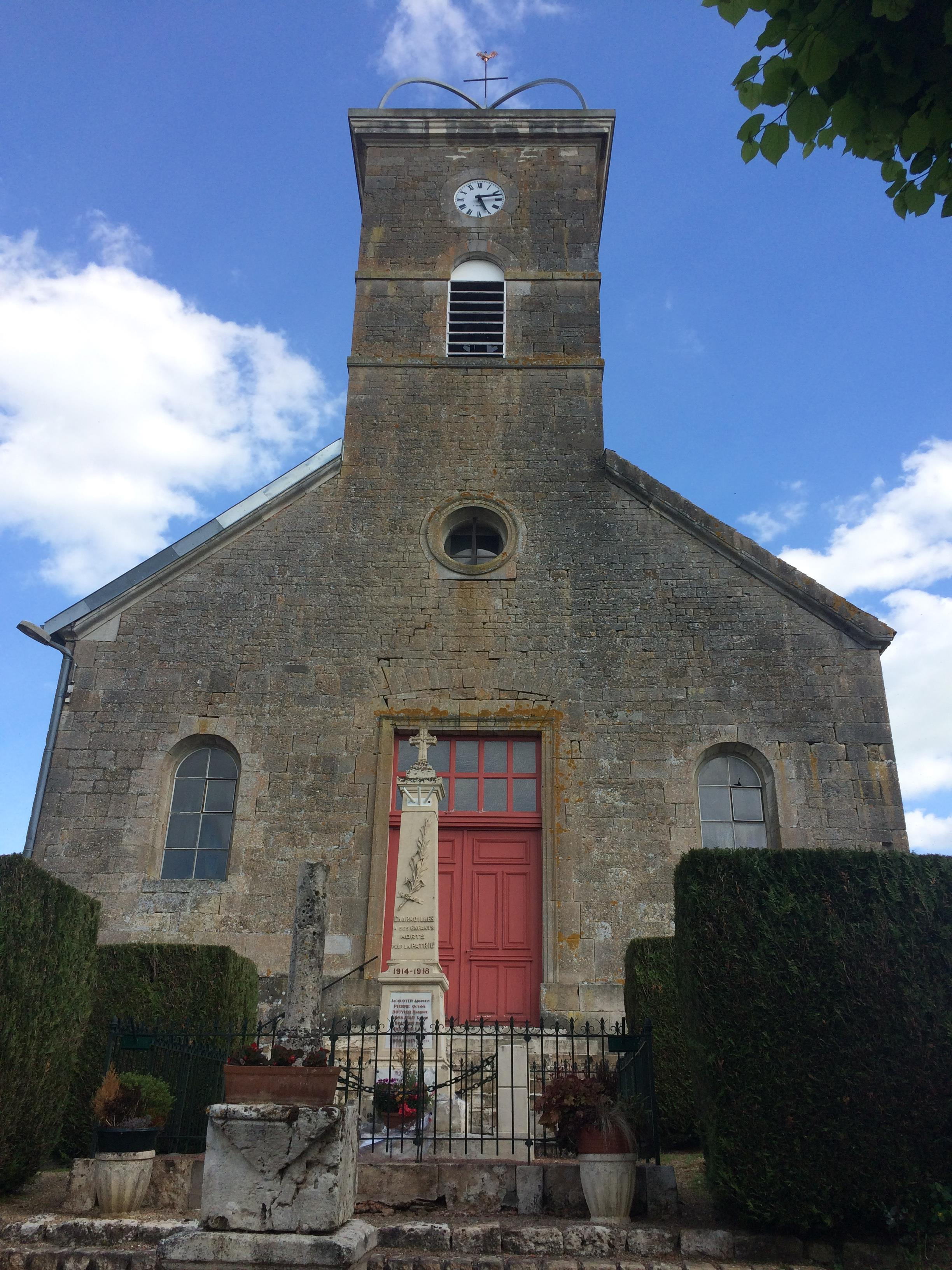
Kirche Saint-Rémy
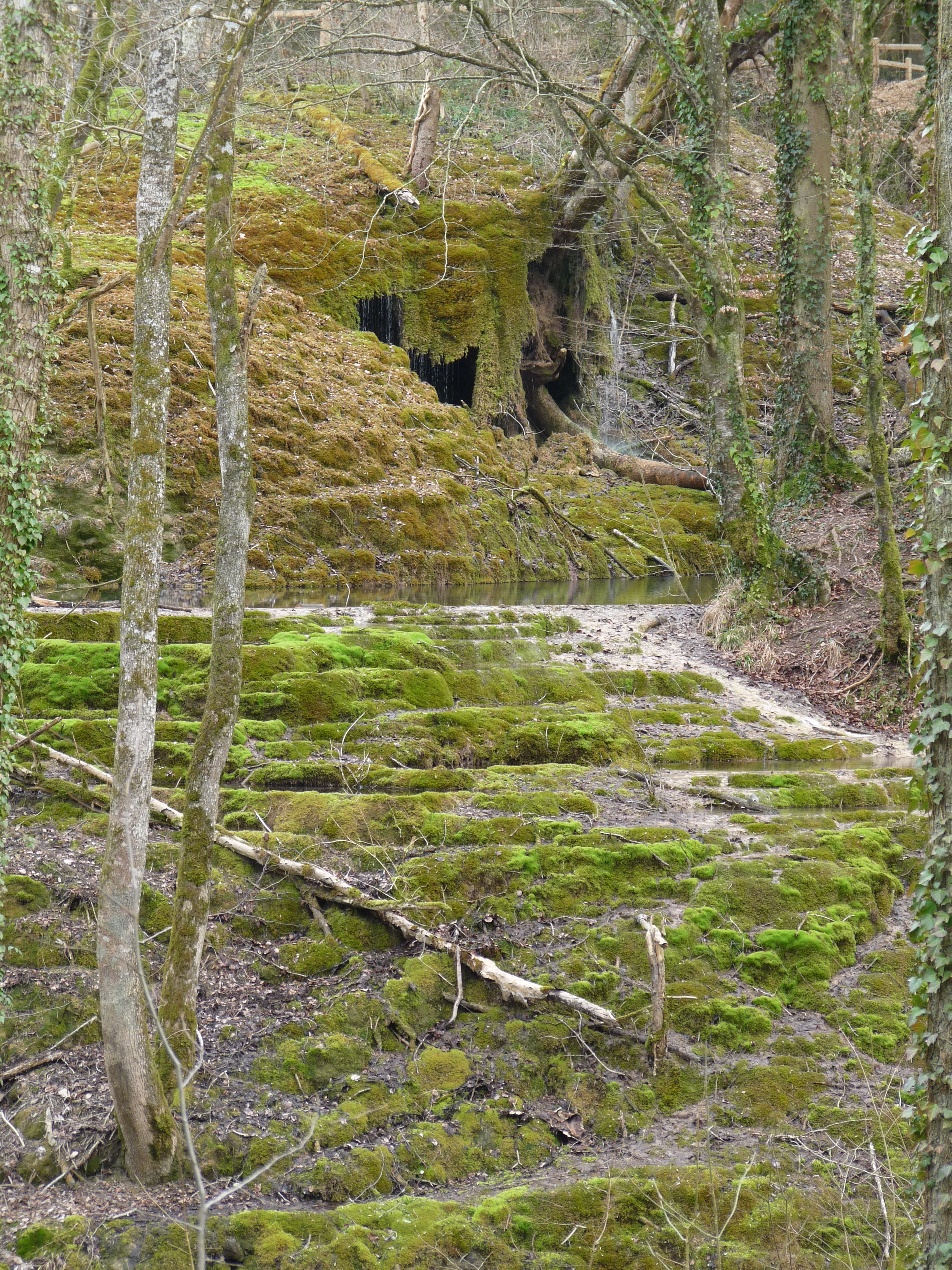
Tuffberg von Rolampont
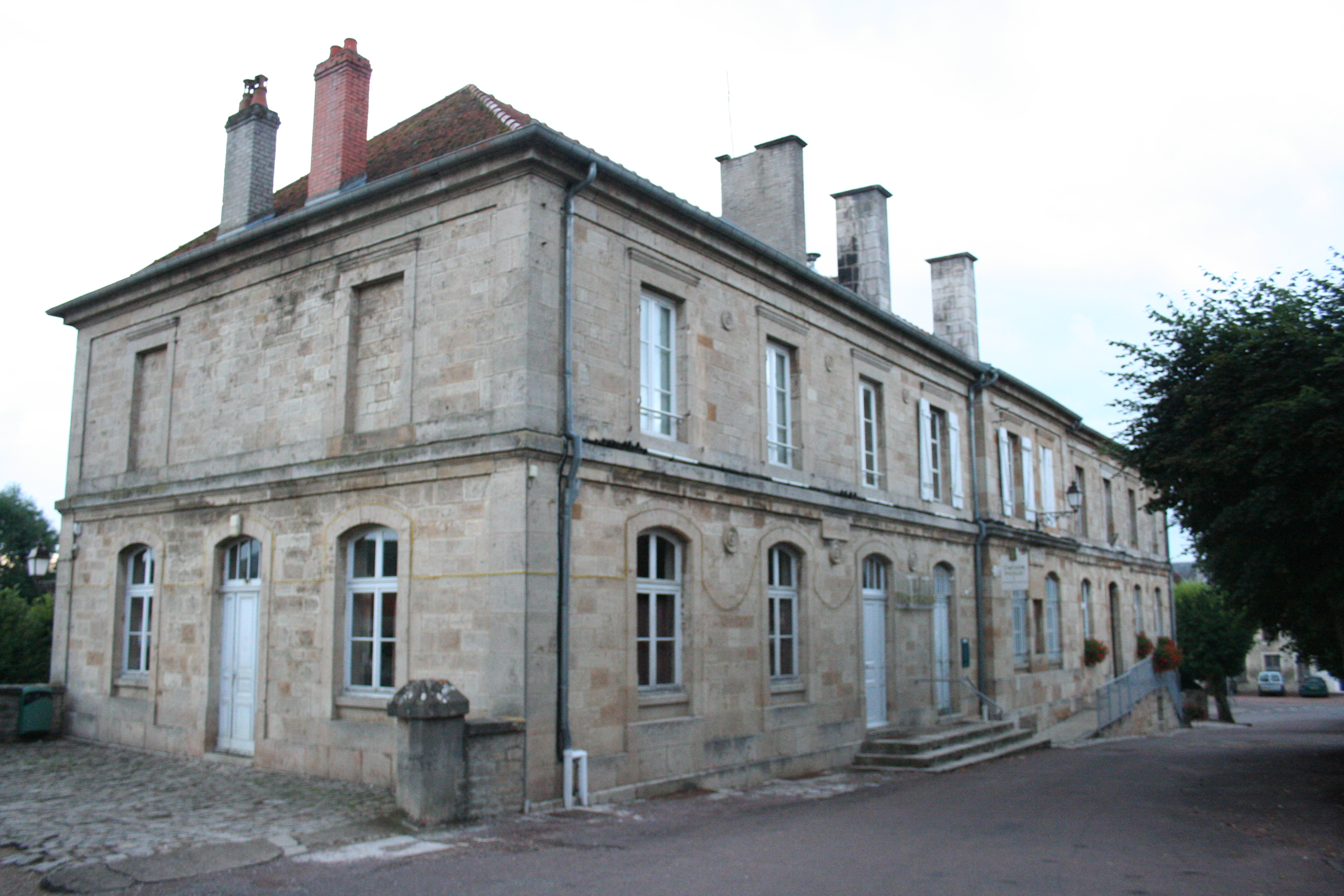
Mairie Rolampont
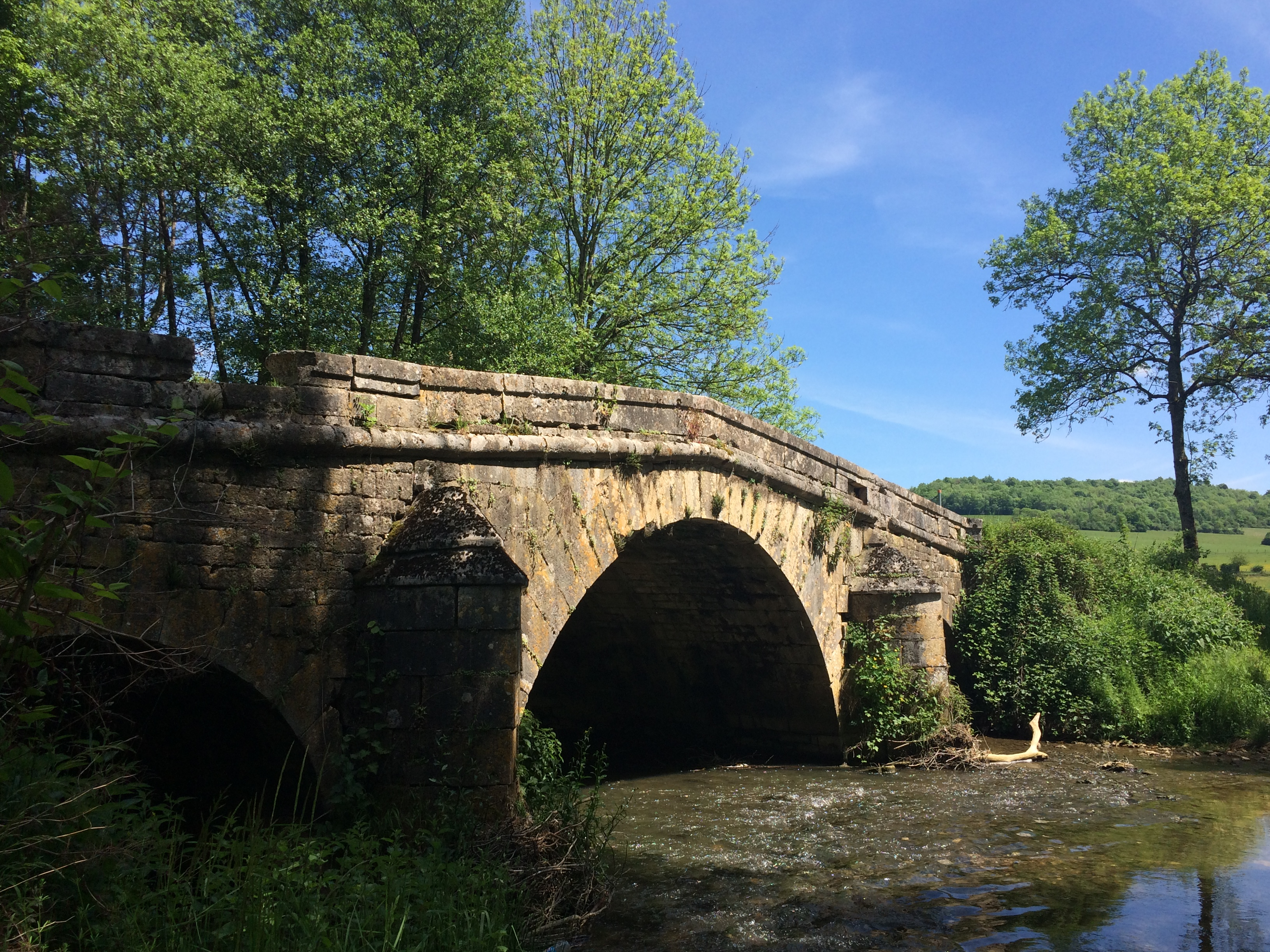
Pont du Pré Gibert